# Grandvelle-et-le-Perrenot
Grandvelle-et-le-Perrenot is een gemeente in het Franse departement Haute-Saône (regio Bourgogne-Franche-Comté) en telt 341 inwoners (2011). De plaats maakt deel uit van het arrondissement Vesoul.

## Geografie
De oppervlakte van Grandvelle-et-le-Perrenot bedraagt 10,3 km², de bevolkingsdichtheid is 33,1 inwoners per km².
De onderstaande kaart toont de ligging van Grandvelle-et-le-Perrenot met de belangrijkste infrastructuur en aangrenzende gemeenten.

## Demografie
Onderstaande figuur toont het verloop van het inwonertal (bron: INSEE-tellingen).

## Geschiedenis
De heerlijkheid Grandvelle kwam in handen van de staatsman Nicolas Perrenot. Zijn familienaam werd aan de naam van de gemeente toegevoegd.
1. ↑  Populations de référence 2022.